# 以色列—蘇丹關係
以色列－蘇丹關係（Israel–Sudan relations）是指以色列與蘇丹之間的外交關係。官方上說，直到2020年，兩國都沒有雙邊關係，但據以色列負責區域合作的副部長Ayoob Kara稱，兩國保持秘密關係。2020年10月23日，以色列和蘇丹首次宣佈关系正常化，使蘇丹成為繼埃及、約旦、阿拉伯聯合酋長國和巴林之後的第五個承認以色列的阿拉伯國家。但尚未建交。

## 歷史
尽管苏丹没有参与苏伊士运河危机，但在1948年的阿以战争和1967年的六日战争中，苏丹与以色列开战。在20世纪50年代早期，英埃苏丹与以色列有活跃的贸易关系。
苏丹没有积极参与赎罪日战争，因为苏丹军队来的太晚了。以色列支持基督教民兵组织，在第一次和第二次苏丹内战中与苏丹政府交战。

### 關係正常化
2016年1月，苏丹外长甘多尔提出，在美国政府解除经济制裁的前提下，苏丹与以色列关系就会正常化。苏丹总统奥马尔·巴希尔随后在接受沙特报纸欧卡兹报的采访时说，“即使以色列征服了叙利亚，也不会造成现在叙利亚正在发生的破坏，不会造成目前被杀的人数，也不会像现在这样驱逐叙利亚人。”
以色列向苏丹空运医疗人员和设备，试图拯救一名感染COVID-19的外交官。
据报道，2016年9月初，以色列曾与美国政府和其他西方国家接触，并鼓励他们采取措施改善与苏丹的关系，此前一年，这个阿拉伯-非洲国家与伊朗关系破裂。卡拉后来在贝尔谢巴的一次活动上透露，他同许多苏丹官员保持联系，并且不否认一名苏丹官员最近访问了以色列。2020年2月，以色列总理本雅明·内塔尼亚胡和苏丹主权委员会主席阿卜杜勒·法塔赫·布尔汉在乌干达会晤，双方同意两国关系正常化。当月晚些时候，以色列飞机获准飞越苏丹上空。
2020年10月22日，以色列代表团访问了苏丹，会见了阿卜杜勒·法塔赫·布尔汉，就两国关系正常化进行会谈。2020年10月23日，以色列和苏丹就关系正常化达成协议。